# روبرت باربييري
روبرت باربييري هو لاعب اتحاد الرغبي كندي، ولد في 5 يونيو 1984 في تورونتو في كندا.

## وصلات خارجية
- روبرت باربييري عل موقع إسبنسكروم (الإنجليزية)
- روبرت باربييري على موقع ItsRugby.co.uk (الإنجليزية)